# Балме де Тиј
Балме де Тиј (фр. Balme-de-Thuy) насеље је и општина у источној Француској у региону Рона-Алпи, у департману Горња Савоја која припада префектури Анси.
По подацима из 2011. године у општини је живело 418 становника, а густина насељености је износила 23,5 становника/km². Општина се простире на површини од 17,79 km². Налази се на средњој надморској висини од 620 метара (максималној 1.915 m, а минималној 534 m).

## Демографија
| 1962. | 1968. | 1975. | 1982. | 1990. | 1999. | 2011. |
| ----- | ----- | ----- | ----- | ----- | ----- | ----- |
| 181   | 183   | 190   | 265   | 304   | 327   | 418   |

График промене броја становника у току последњих година